# 志摩市立安乗中学校
志摩市立安乗中学校（しましりつあのりちゅうがっこう）は、三重県志摩市阿児町国府にあった、公立の中学校である。2015年（平成27年）5月現在の生徒数は4学級32人で志摩市内では最も少なかった。

## 概要
生徒のほとんどは、同じ保育所・小学校の出身であるため、団結力が強かった。2009年（平成21年）に志摩市が公表した中学校再編計画では、2015年（平成27年）4月に東海中学校と統合する予定であったが、2015年（平成27年）8月31日時点で、少なくとも2019年（平成31年）度までは統合せず、以後は未定となった後、2018年（平成30年）4月1日に東海中学校と統合した。
- 敷地面積:14,751m2
  - 建物敷地：3,546m2
    - 校舎面積：2,491m2

  - 運動場：10,037m2
- 生徒数：1997年（平成9年）4月1日現在79名

## 沿革
前身校時代
- 1947年（昭和22年)4月15日 - 安乗村立安乗中学校（初代）開校。安乗小学校校舎の一部を借用した後、安乗神社舞台へ移転。
- 1948年（昭和23年）
  - 5月10日 - 三重県が学校再配置計画を発表、中学校の統合を示唆。
  - 5月22日 - 甲賀・国府・立神・志島の4ヶ村の村立甲賀・国府・立神・志島中学校と統合が決定。新校名は「東海中学校」になる。安乗村が遠隔のため、安乗中学校は安乗分校として存続することを決議。

分校時代
- 1948年（昭和23年）
  - 8月23日 - 「甲賀村ほか四か村学校組合立東海中学校安乗分校」に移行。
- 1949年（昭和24年）
  - 10月1日 - 新校舎完成、移転。
  - 10月6日 - 安乗分校新校舎落成式挙行。
- 1953年（昭和28年）9月 - 校舎増築完成。

村立校時代
- 1953年（昭和28年）10月1日 - 東海中学校から独立、「安乗村立安乗中学校」（2代）となる。
- 1954年（昭和29年)10月 - 校章・校旗制定。

町立校時代
- 1955年（昭和30年）1月1日 - 市町村合併により「阿児町立安乗中学校」となる。
- 1962年（昭和37年）9月5日 - 郷土芸能の「安乗文楽人形クラブ」誕生。
- 1963年（昭和38年）10月1日 - 創立10周年記念行事を挙行、校歌制定。
- 1973年（昭和48年）3月 - 校舎大修理完了。
- 1979年（昭和54年）
  - 5月15日 - 新校地造成起工式。
  - 7月11日 - 新校舎建築起工式。
- 1980年（昭和55年）2月28日 - 新校舎落成、竣工式。

市立校時代
- 2004年（平成16年）10月1日 - 市町村合併により「志摩市立安乗中学校」になる。
- 2018年（平成30年）3月31日 - 閉校[5]。

## 施設
- 校舎
- 体育館
- グラウンド

## 旧通学区
安乗小学校区
阿児町安乗
阿児町国府（一部）

## 校歌
- 作詞：辻原正義
- 作曲：大柿かおる
- 3番まであり、校区の名所「白き灯台」や安乗岬対岸の「伊良湖の岬」が登場した。

## 学校行事
- 4月 - 始業式、入学式
- 3月 - 卒業式、終了式

## 部活動
- サッカー部
- ソフトボール部
- 安乗文楽人形クラブ

### 安乗文楽人形クラブ
安乗人形芝居保存会の後継者育成のために結成された安乗の人形芝居のクラブ。名称はクラブであるが、「学習の一環」とされ、他の部活動とは別の時間に活動していた。2011年（平成23年）の部員数は16人で例年より多かったので、7年ぶりに多人数を必要とする演目「鎌倉三大記―三浦之助母別れの段」を上演できた。
活動（練習）は5月から始められ、9月15日の発表本番に向けて夏休みからは平日のほぼ毎日練習を行った。

## 進路
- 多くの生徒が高等学校へ進学した。進学先は志摩市内や伊勢市への進学者が多かった。

## 交通
- 三重交通北上野バス停より徒歩約11分（約1km）